# Emlyn Hughes
Emlyn Walter Hughes (28. srpna 1947 Barrow-in-Furness – 9. listopadu 2004 Sheffield) byl anglický fotbalista, pilíř legendární sestavy FC Liverpoolu 70. let 20. století. Hrával na pozici obránce.
S anglickou fotbalovou reprezentací odjel na světový šampionát roku 1970, byl nejmladším hráčem týmu a na tomto mistrovství nakonec neodehrál ani minutu. Hrál však na Euru 1980. Celkem za národní tým odehrál 62 utkání a vstřelil 1 gól.
Největších úspěchů ovšem dosáhl na klubové úrovni. S FC Liverpool dvakrát vyhrál Pohár mistrů evropských zemí (1976/77, 1977/78), dvakrát Pohár UEFA (1972/73, 1975/76), jednou Superpohár UEFA (1977), čtyřikrát anglickou první ligu (1972/73, 1975/76, 1976/77, 1978/79) a jednou FA Cup (1973/74). S Wolverhamptonem Wanderers pak vybojoval ještě ligový pohár (1979/80).
Roku 1977 byl v anketě FWA vyhlášen nejlepším fotbalistou Anglie. Ve stejném roce se umístil desátý ve Zlatém míči v anketě o nejlepšího fotbalistu Evropy.
Měl přezdívku Crazy Horse.
Po skončení hráčské kariéry se stal populárním televizním moderátorem. Po řadu let uváděl sportovní znalostní soutěž BBC A Question of Sport. Mimo jiné byl i komentátorem nešťastného finále Poháru mistrů roku 1985 mezi Liverpoolem a Juventusem, které poznamenaly výtržnosti liverpoolských fanoušků, které si vyžádaly desítky mrtvých. Slavná se stala Hughesova věta, kterou tehdy v přímém přenosu použil: "Football has died." ("Fotbal zemřel."). Shodou okolností komentoval v přímém přenosu i tragédii na stadionu Hillsborough roku 1989.